# Pierre Gouget

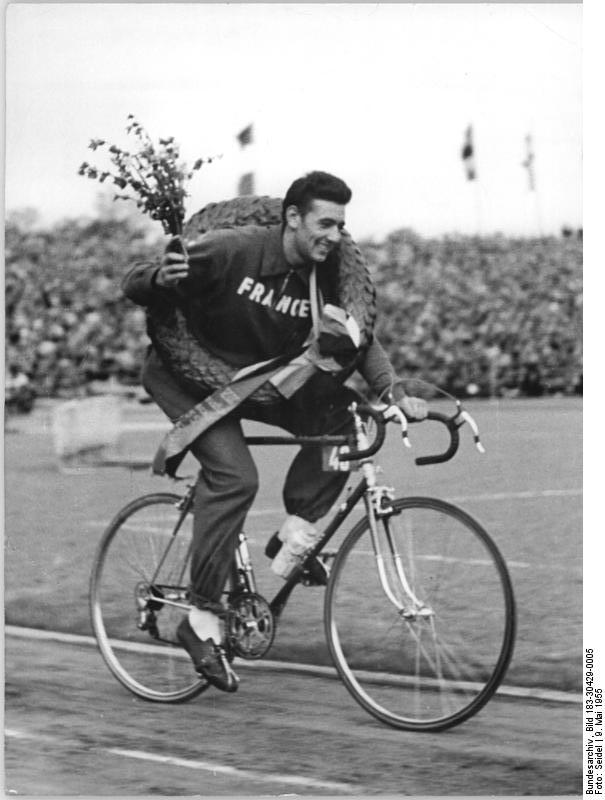
Pierre Gouget, 1955

Pierre Gouget (* 22. März 1932 in Fleury-sur-Orne; † 6. Juli 2003 in Dijon) war ein französischer Radrennfahrer.
Er war Profi von 1956 bis 1960.
Seine Karriere begann mit der Mannschaft Mercier - BP - Hutchinson; in dieser Mannschaft beendete er auch seine Radsportlaufbahn.

## Palmarès
| Jahr | Erfolge | Erfolge       | Rennen                                    |
| ---- | ------- | ------------- | ----------------------------------------- |
| 1952 | 2.      | 2.            | Tour de Paris                             |
| 1955 | Sieger  | 6. Etappe     | Friedensfahrt                             |
| 1956 | 3.      | 2. Etappe     | Critérium du Dauphiné Libéré (Frankreich) |
| 1956 | 2.      | Gesamtwertung | Tour du Sud-Est (Frankreich)              |
| 1957 | Sieger  | Gesamtwertung | Tour de Normandie                         |
| 1957 | 2.      | 2. Etappe     | Criterium du Dauphiné Libéré              |
| 1957 | 3.      | 8. Etappe     | Tour de l’Ouest (Frankreich)              |
| 1957 | Sieger  | Gesamtwertung | Tour de l’Ouest (Frankreich)              |
| 1958 | 2.      | 1. Etappe     | Tour du Nord (Frankreich)                 |